# Cardiomya lanieri
Cardiomya lanieri is een tweekleppigensoort uit de familie van de Cuspidariidae. De wetenschappelijke naam van de soort is voor het eerst geldig gepubliceerd in 1937 door Strong & Hertlein.